# Катастрофа Boeing 737 в Буэнос-Айресе
Катастрофа Boeing 737 в Буэнос-Айресе — крупная авиационная катастрофа, произошедшая во вторник 31 августа 1999 года. Авиалайнер Boeing 737-204C авиакомпании Líneas Aéreas Privadas Argentinas (LAPA) выполнял внутренний рейс MJ3142 по маршруту Буэнос-Айрес—Кордова, но при вылете из аэропорта Буэнос-Айреса выкатился за пределы взлётной полосы и врезался в газораспределительную станцию. Из находившихся на его борту 103 человек (98 пассажиров и 5 членов экипажа) погибли 63 (по другим данным — 64), а также 2 человека в сбитых автомобилях.
Это вторая крупнейшая авиакатастрофа в истории Аргентины (после катастрофы DC-6 под Пардо).

## Предшествующие обстоятельства
В 1990-х годах частная авиакомпания-лоукостер LAPA была крупным игроком на рынке авиаперевозок в Аргентине и к концу десятилетия перевозила не менее 30% от общего числа авиапассажиров на внутренних линиях, тем самым сумев нарушить монополию национальной авиакомпании Аргентины Aerolíneas Argentinas и её дочерней Austral Líneas Aéreas.
При этом рост LAPA происходил почти в геометрической прогрессии — в феврале 1993 года в её авиапарке появился первый Boeing 737, а в сентябре 1995 года (прямо с завода) поступил первый Boeing 757. Кроме того, авиакомпания стала первым латиноамериканским оператором Boeing 737-700, а в 1999 году её авиапарк включал в себя 14 Boeing 737-200, 4 Boeing 737-700, 2 Boeing 757 и 1 Boeing 767. Но столь быстрый рост объяснялся низкими ценами на авиабилеты в условиях тотальной экономии, в том числе: авиалайнеры не проходили плановые проверки должным образом, а обучение пилотов выполнялось с нарушениями, включая отсутствие необходимого числа тренажёров и непереведённые с английского языка инструкции, хотя многие им не владели. В результате пилоты летали на заведомо неисправных самолётах и со временем привыкли не обращать внимания на различные сигналы предупреждений.

## Сведения о рейсе 3142

### Самолёт
Boeing 737-204C (регистрационный номер LV-WRZ, заводской 20389, серийный 251) был выпущен в 1970 году (первый полёт совершил 14 апреля). Оснащён двумя турбореактивными двигателями Pratt & Whitney JT8D-9A. Эксплуатировался авиакомпаниями:
- Britannia Airways (с 17 апреля 1970 года по 1 февраля 1990 года, борт G-AXNB, имя Charles Darwin),
- TAT European Airlines (с 1 февраля 1990 года по 21 декабря 1996 года, борт F-GGPB).

21 декабря 1996 года был куплен авиакомпанией Líneas Aéreas Privadas Argentinas (LAPA) и получил бортовой номер LV-WRZ. На день катастрофы 29-летний авиалайнер совершил 41 851 цикл «взлёт-посадка» и налетал 67 864 часа.

### Экипаж
Самолётом управлял опытный экипаж, состав которого был таким:
- Командир воздушного судна (КВС) — 45-летний Густаво А. Вейгел (исп. Gustavo A. Weigel). Опытный пилот, проработал в авиакомпании LAPA 13 лет и 8 месяцев (с декабря 1985 года). Управлял самолётами Swearingen Merlin 3, Saab 340 и Short 330. В должности командира Boeing 737 — с 17 декабря 1998 года. Налетал свыше 6500 часов, свыше 1710 из них на Boeing 737.
- Второй пилот — 31-летний Луис А. Этчеверри (исп. Luis A. Etcheverry). Опытный пилот, устроился в авиакомпанию LAPA 27 октября 1998 года вторым пилотом Boeing 737. Также управлял самолётами Swearingen Merlin, Sabreliner и Bombardier CRJ. Налетал 4084 часа, свыше 560 из них на Boeing 737.

В салоне самолёта работали трое стюардесс:
- Вероника Тантос (исп. Verónica Tantos) — старшая стюардесса,
- Кристина В. Иглесиас (исп. Cristina V. Iglesias),
- Мария Лия Антолин Солаче (исп. María Lía Antolín Solache).

## Катастрофа
Boeing 737-204C борт LV-WRZ предстояло выполнить внутренний пассажирский рейс MJ3142 из Буэнос-Айреса в Кордову продолжительностью 1 час 15 минут и расчётным временем вылета 20:36 ART, но перед вылетом обнаружились нарушения в работе двигателя №1 (левый), поэтому 3 авиатехника попытались устранить эту проблему, в связи с чем вылет рейса был задержан.
В 20:54 рейс 3142 с 5 членами экипажа и 98 пассажирами на борту начал взлёт, когда во время разбега в кабине стал звучать очередной сигнал предупреждения, но пилоты привычно проигнорировали его. На скорости 250 км/ч лайнер оторвался от взлётной полосы. Но поднявшись в воздух всего на пару метров и пролетев в таком положении несколько секунд, он вновь опустился на ВПП, выкатился за её пределы, пересёк проспект Костанера, сбив при этом 8 автомобилей, и выкатился на территорию газораспределительной станции, где остановился и загорелся.
В катастрофе погибли 65 человек (в некоторых источниках число погибших разнится от 64 до 67) — 3 члена экипажа (оба пилота и старшая стюардесса Тантос) и 60 пассажиров на борту самолёта, а также 2 человека на проспекте Костанера.

### Расшифровка переговоров
Сокращения:
- КВС: Командир воздушного судна — Густаво А. Вейгел
- 2П: Второй пилот — Луис А. Этчеверри
- ДИ: Диспетчер
- Э: Кто-то из экипажа
- Внешняя связь: переговоры с диспетчером
- (нрзб) — неразборчиво

| Время       |                                             | Оригинал                                              | Перевод                                             |
| ----------- | ------------------------------------------- | ----------------------------------------------------- | --------------------------------------------------- |
| 20:54—20:57 | КВС                                         | Tenía una avioneta atrás?                             | Позади нас был борт?                                |
|             | ДИ                                          | Despegamos uno dos?                                   | Взлетаем с полосы один два?                         |
|             | Звук выключения стояночного тормоза         |                                                       |                                                     |
|             | 2П (внешняя связь)                          | Despegamos.                                           | Взлетаем.                                           |
|             | 2П                                          | Correte Adrián que te piso.                           | Давай, Адриан, как ты сможешь.                      |
|             | Э                                           | Bueno.                                                | Хорошо.                                             |
| 20:58       | Возрастающий шум двигателей                 | Возрастающий шум двигателей                           | Возрастающий шум двигателей                         |
| 21:00       | Шум увеличивающих мощность двигателей       | Шум увеличивающих мощность двигателей                 | Шум увеличивающих мощность двигателей               |
| 21:01       | Звук сигнала GPWS о невзлётной конфигурации | Звук сигнала GPWS о невзлётной конфигурации           | Звук сигнала GPWS о невзлётной конфигурации         |
| 21:05       | КВС                                         | No, no, no, eh!                                       | Нет, нет, нет, ах!                                  |
| 21:12       | КВС                                         | Qué mierd… pasa?                                      | Что за дерь… происходит?                            |
| 21:16       | 2П                                          | Take off thrust set, speed alive.                     | Взлётный режим, скорость растёт.                    |
| 21:20       | КВС                                         | No sé que es lo que es, pero es viejo está todo bien. | Я не знаю, что это такое, старый он, нормально всё. |
| 21:23       | 2П                                          | Eighty knots.                                         | Восемьдесят узлов.                                  |
| 21:24       | КВС                                         | Checked.                                              | Подтверждаю.                                        |
| 21:36       | 2П                                          | V one.                                                | V один.                                             |
| 21:37       | 2П                                          | Rotate.                                               | Подъём.                                             |
| 21:39       | 2П                                          | V two.                                                | V два.                                              |
| 21:41—21:45 | Звук тряски штурвала                        | Звук тряски штурвала                                  | Звук тряски штурвала                                |
| 21:45       | Шум уменьшающейся мощности двигателей       | Шум уменьшающейся мощности двигателей                 | Шум уменьшающейся мощности двигателей               |
| 21:46:04    | Звук удара                                  | Звук удара                                            | Звук удара                                          |
| 21:52       | ДИ                                          | 3142 y…                                               | 3142 и…                                             |
|             | Конец записи                                |                                                       |                                                     |

## Расследование
Расследование причин катастрофы рейса MJ3142 проводил национальный Комитет по расследованию происшествий в гражданской авиации (исп. Junta de Investigación de Accidentes de Aviación Civil, JIAAC).
Окончательный отчёт расследования был опубликован 18 мая 2000 года.
Согласно отчёту, экипаж перед взлётом забыл выпустить закрылки, что привело к недостаточной подъёмной силе лайнера. Во многом такой ошибке способствовало недостаточное взаимодействие между обоими пилотами, которые больше обсуждали личную жизнь, чем выполнение контрольной карты, тем самым нарушая «Правило стерильной кабины» (кроме того, в кабине пилотов вместе с ними находилась старшая стюардесса). Затем в момент взлёта сработала звуковая сигнализация GPWS, предупреждающая о невзлётной конфигурации самолёта, однако экипаж её проигнорировал — никто из пилотов не подозревал, что сигнал не ложный.
Во время изучения следователями биографий обоих пилотов рейса 3142 было установлено, что командир экипажа проходил периодические проверки с нарушениями, чему во многом способствовало его плохое знание английского языка, на котором были напечатаны инструкции. Но руководство авиакомпании LAPA закрывало на это глаза, чтобы не тратиться на дополнительные занятия и избегать сокращения штата пилотов.
Также следствие сумело обнаружить ошибки в самой авиакомпании и привлечь её руководство к ответственности. Это привело к значительному подрыву доверия к LAPA, что в сочетании с проходившим в то время экономическим кризисом создало значительные финансовые проблемы и в итоге привело к банкротству в 2003 году.

## Культурные аспекты
- Катастрофе рейса 3142 посвящён фильм 2004 года «Виски Ромео Зулу» режиссёра Энрике Пиньейро, также сыгравшего в нём главную роль.
- Катастрофа рейса 3142 показана в 17 сезоне канадского документального телесериала Расследования авиакатастроф в серии Смертельные дискуссии.